# کاسومی آریمورا
کاسومی آریمورا (انگلیسی: Kasumi Arimura؛ زادهٔ ۱۳ فوریهٔ ۱۹۹۳) یک هنرپیشه اهل ژاپن است.
از فیلم‌ها یا برنامه‌های تلویزیونی که وی در آن نقش داشته است می‌توان به وقتی مارنی آنجا بود اشاره کرد.